# ウィーリー・キャッスル (建物)
座標: 北緯52度26分34秒 西経1度58分11秒 / 北緯52.4428度 西経1.9698度
ウィーリー・キャッスル (Weoley Castle) は、イングランド、ウェスト・ミッドランズ州バーミンガム南西部の住宅地区ウィーリー・キャッスルにある、城塞化されていたマナー・ハウス（荘園領主の館）の遺跡。バーミンガム市 (Birmingham City Council) が所有しており、バーミンガム美術館によってコミュニティ博物館として運営され、重要文化財建築物 (listed building) のグレード2に指定されており、登録記念物 (Scheduled Ancient Monument) にもなっている。
現在残されている遺構は、1270年代にダドリー城 (Dudley Castle) 城主であったロジェ・ド・ソメリ (Roger de Somery) が築いたものと考えられており、その後、中世期を通してこの館は周辺の鹿猟場の管理の拠点となっていたが、17世紀半ばの時点で既に遺跡と化していたとされ、その後は1930年代まで周辺に農地を構える農場が建っていた。1930年代にバーミンガム市がこの一帯の土地を入手し、公営住宅を中心とした住宅地として開発した際に、遺跡の名称がそのまま地区の名称とされた。
1960年から1961年にかけて、ウィーリー・キャッスルで発掘調査が行われ、13世紀の木造建造物の遺跡が発見された。この遺跡には、相当量の石造の遺構が残されており、濠の跡も、毎日公開されている展望台から眺めることができる。近年、文化遺産宝くじ基金 (Heritage Lottery Fund)、バーミンガム市、イングリッシュ・ヘリテッジ (English Heritage) が資金を提供して、遺構を保全するとともに、遺構のそばに地域教育センターを開設し、学校の校外学習の場や地域住民の集会などが行なわれるようになっている。遺構の管理は、キャッスル・キーパーズ (Castle Keepers) と称するボランティア・グループによって支援されている。